# Josef Weniger
Josef Weniger (Wenninger) var en tysk fotograf och porträttmålare verksam under mitten av 1800-talet.
Han härstammade troligen från Hermannstadt i Tyskland och var bror till den i Göteborg verksamma fotografen Henrik Wenninger. Han var verksam i Stockholm från 1843 och genom annonser i Åbo underrättelser 1853 vet man att han då vistades i en tid Åbo inför en planerad resa till S:t Petersburg. Under tiden i Åbo utförde han pastellporträtt av skalden Johan Ludvig Runeberg och professor Lars Henrik Törnroth samt en oljemålning av biskop Carl Gustaf Ottelin. Weniger är representerad vid bland annat Helsingfors universitet och Nordiska museet i Stockholm. 